# 8075 Roero
A 8075 Roero (ideiglenes jelöléssel 1985 PE) a Naprendszer kisbolygóövében található aszteroida. Edward L. G. Bowell fedezte fel 1985. augusztus 14-én.